# Ngô Đình Thạc
Ngô Đình Thạc (1678-1740), ông là danh thần đời Lê Hy Tông. Ông là anh của Nhuệ Quận công Ngô Đình Chất.

## Quê quán
Ông quê xã Tả Thanh Oai, huyện Thanh Oai, nay là thôn Tả Thanh Oai, xã Tả Thanh Oai, huyện Thanh Trì, thành phố Hà Nội.

## Sự nghiệp
Năm 1700, ông đỗ Tam giáp đồng Tiến sĩ xuất thân, làm đến chức Thượng thư bộ Lại, giảng sách trong cung, tước Quận công.
Năm 1732, ông được cử đi sứ nhà Thanh báo tang Lê Dụ Tông. Trở về, làm quan đến chức Binh bộ Thượng thư.
Cuối năm 1739, ông giữ chức Thượng thư bộ Hộ, được phái lên làm Trấn thủ Lạng Sơn.
Tháng 3 năm 1740, Toản Cơ làm phản, đem quân đến vây đánh Đoàn Thành. Lúc ấy trong thành không có binh lính, có người khuyên ông chay trốn, nhưng ông nói: "Chức phận của ta là ở chỗ giữ đất triều đình, ta phải sống chết với thành này, toan chạy đi đâu?", rồi bị địch bắt. Ông không chịu khuất phục, bị bọn Toản Cơ giết, thọ 62 tuổi
Sau được tuy thăng hàm Thiếu bảo.

## Tác phẩm
Năm 1732, lúc đi sứ nhà Thanh ông có soạn tập thơ Hoàng hoa thu vịnh.